# 六四事件之後的政治清洗
对于许多中国共产党干部和中国官员来说，六四天安门事件是一个转折点，他们从1989年6月4日开始遭到了政治清洗。这次清洗包括了党政高层官员和地方官员，其中有中共中央總書記赵紫阳和他的同事。清黨持续了18个月，至少有400万党员（占总数的十分之一）在此期間接受调查。中共表示，进行清洗的目的是“坚决摆脱敌对分子、反党分子和腐败分子”，“嚴肅處理党内资产阶级自由化的倾向” 以及净化党。
在北京宣布戒严之前参加示威游行的党员必须写上千字文，以表明自己的忠诚，但最终他们忠诚與否将由党判定。只有認定的確忠於黨的人才能重新恢復其党员身份。由於中共党员事实上不能自行退黨，那些表示愿意退黨以抗议镇压的人將由中共開除其黨籍的方式将其驱逐出黨。

## 全国清黨
清黨的最初阶段仅针对大约250名親自由化的领导干部，他们在支持学生抗议活动中发挥了积极作用，此外還有许多党员对六四清场感到愤怒。後來党的强硬派開始扩大清黨範圍，並對全国所有级别的官员展开了调查。 
超过80万名党员和干部支持了学生运动，但是根据1992年10月召開的中国共产党第十四次全国代表大会，只有1179名党員干部受到了惩罚，有13254名党員干部遭受党纪處分。處分人數過少的主要原因是地方官员试图相互保护和掩护。不過在清黨過程中，有黨員认为中共違背了原則讓他们受到了冤屈。
1990年春季，中共以反腐败的名义進行清黨，1990年共開除了79,000名党员黨籍，到1992年10月，累计開除黨籍人數已增至154,289。尚不清楚有多少党员仅仅是因为政治清洗而被開除黨籍。

## 清除高官

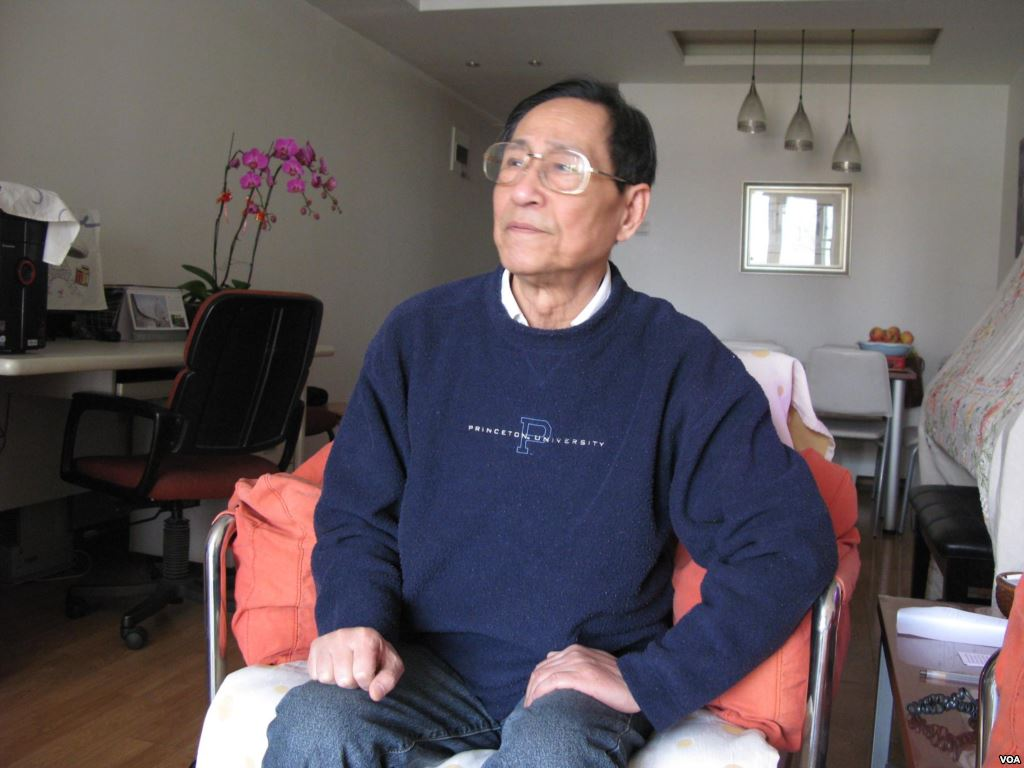
2014年的鲍彤。鲍彤曾经是赵紫阳的秘书，他因支持民主化而受到中共惩罚。

赵紫阳在六四天安门事件期間擔任中国共产党中央委员会总书记 ，他是当时最有权势的政治人物之一，因立場上同情學生被革職。在1989年5月17日的中共中央政治局会议上，赵和另一位中共中央政治局常委胡启立投票反对對學生運動實施戒严令。国务院总理李鹏和副总理姚依林則投票支持，同样身为中央政治局常委的乔石保持中立。不過隨著中国共产党中央军事委员会主席邓小平和中央军事委员会副主席兼秘书长杨尚昆表態支持李鵬等人，戒嚴令最終得以實施。
会议结束后，赵紫阳拒绝參與一切有關實施戒严令的工作。在5月20日于邓小平家中的一次非正式会议上，因为趙紫陽支持学生運動以及趙對抗黨的決策，赵紫阳被宣佈为反革命分子，同時邓小平宣布暂停赵紫陽的中共中央总书记职务。
趙還试图抗议“邓小平决定的合法性”，声称“在没有通知中国共产党中央政治局常务委员会的两名成员的情况下做出这样的决定不合法”。赵不接受邓的决定，但是這并不能改变趙被革職的命運。6月24日，赵因支持动乱和分裂党而被中共十三届四中全会通過的《关于赵紫阳同志在反党反社会主义的动乱中所犯错误的报告》所谴责。从中共的角度来看，赵被认为對六四風波的形成和发展負有主要責任，這令他失去了所有職務。此外，赵還失去了行动自由，遭到中共當局軟禁。
胡启立是中共中央政治局常委以及中央书记处书记，他在5月17日與趙紫陽一同投票反对颁布戒严令。除了5月17日的投票外，胡启立还公开呼籲进行改革的必要性。5月11日至5月13日，胡启立在北京邀请新闻界負責人，就学生运动发表了自己的看法。他在新闻界面前强调國家必须根据法律进行民主改革。更重要的是，他声称新闻界有责任提高中共和政府的透明度。但是在6月24日，中共剝奪了胡启立的中央政治局常委和中央书记处书记身份。
鲍彤是清黨運動的又一个受害者。他曾是中共中央委員和趙紫陽的得力助手。在1980年代末期和1989年的学生运动中，鲍彤是政治改革的支持者。他也是趙紫陽政府中的重要人物。赵曾在一場會議上發表演講支持学生运动并拒绝将学生运动视为动乱，而演讲稿就是鮑彤起草的。5月17日，赵在政治斗争中落敗时，鲍彤也迅速遭到逮捕。尽管鲍彤在被捕之前曾试图利用公民的权利和党员的权利和义务来保护自己，但他很快意识到“这些（可能）不足以保护（他）”。
1989年5月28日，鲍沒有經過正当程序就被关押在秦城监狱，该监狱專門負責关押中国最重要的政治罪犯。鲍于1992年7月21日被判处有期徒刑七年，并剥夺政治权利两年。他被指控泄露政府机密信息向天安门广场的示威者警告中共即将实施戒严令。此外罪名還包括反革命宣传。作为被認為是赵的黨羽，鲍自然被免职。
在学生运动期间，阎明复和芮杏文都是中央书记处书记。閻和芮参加了5月13日在北京举行的新闻发布会。胡启立是發佈會的主發言人，閻和芮也对学生运动和政府改革的必要性作出肯定。5月15日，阎明复在与50多名学生领袖进行對話時，肯定了学生的爱国精神和促进民主的热情。他和李铁映都公开宣称学生运动是积极的。他们还指出，党和政府需要在决策、民主化、反腐败和更多社会问题方面进行改革。由於阎明复和芮杏文等人这些舉動，在6月24日舉行的中共十三届四中全会決定免去芮杏文、阎明复二人中央书记处书记的职务。
1991年，胡启立、阎明复、芮杏文相继复出，但赵紫阳却一直被软禁至2005年去世。赵紫阳的秘书鲍彤在1996年出狱后也一直被软禁至2022年去世。